# Солдатенко, Алексей Васильевич
Солдате́нко, Алексе́й Васи́льевич (род. 13 мая 1980, Белая Берёзка) — российский учёный в области овощеводства, доктор сельскохозяйственных наук (2017), профессор РАН (2018), член-корреспондент РАН (2019),  академик РАН (2022), директор ФГБНУ «Федеральный научный центр овощеводства» (2018), председатель комиссии по селекции и семеноводству овощных культур Межправительственного координационного совета по вопросам семеноводства СНГ (2018), лауреат премии Правительства РФ в области науки и техники (2021).

## Биография
В 2002 году с отличием окончил Брянскую государственную сельскохозяйственную академию (ныне — Брянский государственный аграрный университет) по специальности агрономия.
В 2002 году поступил в очную аспирантуру Всероссийского научно-исследовательского института селекции и семеноводства овощных культур (ВНИИССОК), после окончания которой защитил диссертацию на соискание учёной степени кандидата сельскохозяйственных наук (2005).
С 2003 года работал во ВНИИССОК (сначала младшим научным сотрудником, с 2006 — научным сотрудником, с 2010 — старшим научным сотрудником) лаборатории экологических методов селекции.
После очной докторантуры ВНИИССОК (2012—2015), в 2016 году защитил диссертацию «Экологические аспекты регулирования накопления радионуклидов растениями овощных культур» на соискание учёной степени доктора сельскохозяйственных наук.
В апреле 2017 года был назначен врио директора Федерального государственного бюджетного научного учреждения «Всероссийский научно-исследовательский институт селекции и семеноводства овощных культур» (ВНИИССОК), с августа 2017 года — врио директора созданного на базе ВНИИССОК Федерального государственного бюджетного научного учреждения «Федеральный научный центр овощеводства» (ФГБНУ ФНЦО), 3 октября 2018 года утверждён на должность директора.
В январе 2018 года избран председателем комиссии по селекции и семеноводству овощных культур Межправительственного координационного совета по вопросам семеноводства Содружества Независимых Государств.
В апреле 2018 года присвоено почётное звание профессора РАН по отделению сельскохозяйственных наук (секция растениеводства, защиты и биотехнологии растений). В ноябре 2019 года стал членом-корреспондентом РАН . В июне 2022 года избран академиком РАН .

## Научная деятельность
Научные исследования посвящены проблематике получения экологически безопасной продукции растениеводства — разработана методология эколого-географической оценки различных видов овощных культур по способности накопления экотоксикантов (радионуклидов и тяжёлых металлов) и направлений пребридинговой селекции для выделения исходного материала и подбора сортов, способных формировать продукцию с низким содержанием экотоксикантов.
Разработаны методы получения экологически безопасной продукции овощных растений, индуцирующих противодействие организма радионуклидам, улучшающие питательную ценность и качество.
В качестве руководителя творческого коллектива работы «Разработка и внедрение инновационных технологий выращивания овощных культур и картофеля для обеспечения населения экологически чистыми продуктами питания» стал лауреатом Премии Правительства Российской Федерации 2021 года в области науки и техники .
Автор более 200 научных трудов, в том числе двух патентов на изобретения, 18 авторских свидетельств, трёх методических рекомендаций, монографий «Селекция овощных культур с минимальным накоплением радионуклидов, технологические способы снижения их содержания в продукции», «Антиоксиданты растений и методы их определения», «Съедобные цветки - источник фитонутриентов в питании человека», «Селекция чеснока озимого на качество продукции», «Зеленные и пряно-вкусовые культуры»,«Биологические и технологические аспекты хранения овощей и плодов»,«Экологические аспекты регулирования накопления радионуклидов в овощных растениях»,«Летопись селекции овощных культур», «Капустные зеленые овощи»,«История овощеводства Российского», Экологическое овощеводство.

## Общественная деятельность
С 2009 по 2018 годы дважды избирался депутатом Совета депутатов городского поселения Лесной городок Одинцовского муниципального района Московской области (председатель комиссий: по работе с молодёжью, культурно-массовой работе и социальным вопросам (2010—2014), по вопросам развития местного самоуправления, правотворчества, безопасности и правопорядка (2014 — 2019)); заместитель Председателя Совета депутатов (2014 — 2019).
С 2015 года по 2018 годы — член Палате молодых депутатов при Московской областной Думе, председатель общественно-политической комиссии (2016 — 2019).
С 2017-2019 гг. — депутат Совета депутатов Одинцовского муниципального района.
В 2018 - 2019 гг. – и.о. Главы городского поселения Лесной городок Одинцовского муниципального района Московской области.
С 2019 года — депутат Совета депутатов Одинцовского городского округа Московской области.

## Преподавательская деятельность
С 2011 года преподаватель, в 2013—2015 годах доцент кафедры «Государственное и муниципальное управление» Одинцовского гуманитарного университета (ныне — Одинцовский филиал МГИМО).
Преподаваемые дисциплины: «Инновационная политика региона», «Стратегическое управление муниципальными образованиями», «Современная социальная политика в Российской Федерации», «Муниципальное управление и местное самоуправление», «Управление в социальной сфере», «Оценка эффективности деятельности органов власти», «Муниципальное управление».
Являлся научным руководителем квалификационных работ студентов, магистров и аспирантов по направлениям: «Государственное и муниципальное управление» — 12 специалистов и 4 магистра (2011—2015 годы); «Селекция и семеноводство» — 1 кандидат сельскохозяйственных наук (2015 год).

## Награды
- Молодежная премия за достижения в области реализации молодежной политики на территории Одинцовского муниципального района «Они приближают будущее» в номинации «Экокультура» (2004).
- Лауреат губернаторской премии «Наше Подмосковье» в номинации «Научный прорыв» (2014).
- Благодарность председателя Московской областной Думы (2017).
- Полуфиналист конкурса «Лидеры России» (2018).
- Медаль «За доблестный труд на благо Одинцовского муниципального района» (2018).
- Медаль Министерства науки и высшего образования "За вклад в реализацию государственной политики в области научно-технологического развития" (2020)
- Почётная грамота Российской академии наук  (2020)
- Почётный знак Управления делами Президента Российской Федерации (2020)
- Премия Правительства Российской Федерации в области науки и техники (2021)